# Mongólia az 1968. évi téli olimpiai játékokon
Mongólia a franciaországi Grenoble-ban megrendezett 1968. évi téli olimpiai játékok egyik részt vevő nemzete volt. Az országot az olimpián 3 sportágban 7 sportoló képviselte, akik érmet nem szereztek.

## Biatlon
| Versenyző            | Versenyszám  | Lövőhiba | Időeredmény | Helyezés |
| -------------------- | ------------ | -------- | ----------- | -------- |
| Bayanjavyn Damdinjav | 20 km egyéni | 6        | 1:30:30,7   | 38.      |
| Bizyaagiin Dashgai   | 20 km egyéni | 8        | 1:34:55,8   | 52.      |

## Gyorskorcsolya
Férfi
| Versenyző               | Versenyszám | Eredmény | Helyezés |
| ----------------------- | ----------- | -------- | -------- |
| Luvsanlkhagvyn Dashnyam | 500 m       | 43,0     | 38.*     |
| Luvsanlkhagvyn Dashnyam | 1500 m      | 2:16,7   | 49.*     |
| Büjiin Jalbaa           | 1500 m      | 2:18,0   | 52.      |
| Luvsansharavyn Tsend    | 5000 m      | 8:15,8   | 36.      |

* - egy másik versenyzővel azonos eredményt ért el

## Sífutás
Férfi
| Versenyző                     | Versenyszám | Eredmény  | Helyezés |
| ----------------------------- | ----------- | --------- | -------- |
| Gendgeegiin Batmönkh          | 15 km       | 54:21,3   | 52.      |
| Gendgeegiin Batmönkh          | 30 km       | 1:51:39,1 | 56.      |
| Luvsan-Ayuushiin Dashdemberel | 15 km       | 54:46,4   | 54.      |
| Luvsan-Ayuushiin Dashdemberel | 30 km       | 1:50:52,7 | 54.      |